# Marie-José Chombart de Lauwe
Marie-José Chombart Wilborts (París, 31 de maig de 1923), més coneguda com a Marie-José Chombart de Lauwe, és una resistent i sociòloga francesa.

## Biografia
Filla de Suzanne, llevadora i d'Adrien Wilborts, pediatre. El 1936, la família s'instal·là a Enez Vriad i Marie-Jo va continuar els seus estudis per correspondència. Durant la Guerra de Broma era estudiant de primer grau al Lycée de Tréguier. Marie-José Wilborts, que pren el nom de Marie-Jo, entra a la Resistència francesa contra els nazis i els col·laboradors francesos a l'edat de 17 anys, a la Bretanya.
Durant l'estiu de 1940, les tropes alemanyes desembarquen a Enez Virad i requisen les cases mentre la família de Marie-Jo escolta l'emissora de ràdio de la BBC des d'una ràdio amagada darrere d'un quadre. Les barques bretones surten a rem, les nits sense lluna, per arribar a Anglaterra. Malgrat el perill, Marie-Jo comença a portar missatges: «malgrat la meva joventut no ho vaig fer ingènuament. Les execucions van passar molt ràpid, el context era perillós i vam mesurar els riscos».
La tardor de 1941 va començar els estudis de Medicina a Rennes i va obtenir un Ausweis (salconduit) que li permetia viatjar a la zone interdite per a veure els seus pares. Entre els seus quaderns d'anatomia hi portava els plans de defensa costanera que són traslladats als Aliats, a Anglaterra, sota el nas de l'ocupant.
A causa d'un infiltrat a la xarxa d'evacuació, Marie-Jo va ser arrestada, el 22 de maig de 1942. Només té temps d'escriure una nota a la taula de la cuina: «Estic arrestada. Aviseu familiars i amistats».
És empresonada per l'exèrcit nazi primer a Rennes i després a Angers. Allà troba els seus pares i onze membres més de la seva xarxa de resistència, també detinguts. El seu pare moriria al camp de concentració de Buchenwald, i la seva mare i ella, tot i ser condemnades a mort, són deportades a camp de concentració de Ravensbrück.
L'estiu de 1944, va ser assignada al Kinderzimmer («l'habitació dels nens»), al Bloc 11. Els naixements al campament s'havien descontrolat (abans les mares morien abans del part o mataven els nadons) i per això es va crear el Kinderzimmer per atendre els nounats amb la debacle alemanya de 1944. En una habitació amb dues lliteres hi dormen fins a 40 nadons. Sense higiene, sense bolquers, sense biberons, sense xumets, la solidaritat del campament feia arribar una mica de roba i de llet però no evitava la mort de pràcticament tots els infants. Dels 500 naixements registrats a Ravensbrück només van sobreviure al part quaranta infants.
Marie-Jo també va ser testimoni de l'esterilització de dones gitanes i dels experiments mèdics duts a terme pels metges nazis sobre joves resistents polonesos del Bloc 32.
Durant el captiveri, Marie-Jo també va ser forçada a treballar a la fàbrica Siemens fins que va ser alliberada el 21 d'abril de 1945 i evacuada a Suïssa per la Creu Roja Internacional després d'una negociació entre Heinrich Himmler i Folke Bernadotte.
Un cop alliberada va tornar a Bréhat. Es reconstitueix i reprèn els estudis de Medicina. Es va casar amb Paul-Henry Chombart de Lauwe. De la seva unió van néixer quatre fills, Marie, Noëlle, Jean-Marie i Pascal. Va tornar a ser activista contra la tortura durant la Guerra d'Algèria. El 1954 s'incorporà al Centre Nacional de la Recerca Científica i treballà amb Georges Heuyer, cap del departament de psiquiatria infantil de l'Hospital de la Pitié-Salpêtrière.
Membre de la Ligue des droits de l'homme, forma part de la presidència col·legiada de la Fédération nationale des déportés et internés résistants et patriotes i, des de 1996, presideix la Fondation pour la mémoire de la déportation.

## Obra publicada
- Amb Paul-Henry Chombart de Lauwe, Michèle Huguet... [et al.], La femme dans la société: son image dans différents milieux sociaux, Centre national de la recherche scientifique, 1963
- Un monde autre: l'enfance: de ses représentations à son mythe, Payot, 1971
- Espaces d'enfants: la relation enfant-environnement, ses conflits, Centre d'ethnologie sociale et de psychosociologie, 1976
- Toute une vie de résistance, Éditions Graphein / FNDIRP, 1998 ISBN 2-910764-13-3
- Livre-Mémorial des déportés de France arrêtés par mesure de répression et dans certains cas par mesure de persécution 1940-1945, Éditions Tirésias, 2004 ISBN 2-915293-05-8
- Résister toujours, Mémoires, Editions Flammarion, 2015 ISBN 978-2-0813-6017-4
- Amb Philippe Bonnin, Marie Mayeur, Martine Perrot, Martin de la Soudière (1976), Enfant en-jeu, éditions du CNRS.